# Чёрный Шак

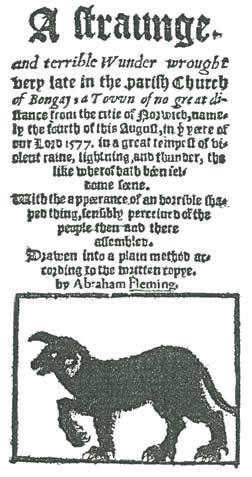
Титульный лист отчета преподобного Абрахама Флеминга (1552–1607) о появлении Черного Шака в Саффолке: «Странное и ужасное чудо совершилось очень поздно в приходской в церкви Банги, городке, близ города Норвич, а именно 4 августа сего, 1577 года от Рождества Христова, в великой буре с сильным дождем, молниями и громом, подобного которому редко видели.»

Чёрный Шак (иногда также Старый Шак или просто Шак) — призрачный чёрный пёс из английских легенд, появляющийся, как сообщается, на побережье и в сельской местности на территории восточной Англии, в частности, на Фенских болотах. Истории о нём являются частью фольклора Норфолка, Саффолка, Кембриджшира и Эссекса. Этимология его имени точно неизвестна: оно может происходить от староанглийского scucca, означающего «демон», или же от слова shucky из местного диалекта, означающего «лохматый» или «волосатый».
Чёрный Шак является одним из нескольких чёрных псов, легенды о которых существуют в Великобритании, но, вероятно, самым известным из них. Иногда он описывается как убийца или предвестник смерти, иногда — просто как появляющееся животное. По поводу его внешнего вида также существуют различные сведения: в разных легендах он размером то с «очень большую собаку», то с «лошадь или корову», но почти всегда отмечается, что у него имеется лохматый чёрный мех, огромные красные глаза «размером с блюдце» и острые оскаленные зубы. Фольклорист Уолтер Рю в 1877 году писал, что Чёрный Шак «является самым любопытным из наших местных явлений, так как все сообщения, без сомнения, повествуют об одном и том же животном».
Впервые о Чёрном Шаке как жителе Фенских болот сообщил под 1127 годом хронист аббатства Св. Петра в Питерборо Хью Кандид.
4 августа 1577 года его якобы имевшее место появление в церквях в Банги и Блитбурге  было занесено в местные хроники как реальное историческое событие, а изображения огромной чёрной лохматой собаки с тех пор стали частью местной иконографии. Во время службы вдруг грянул гром, двери распахнулись, и в помещение церкви вбежал огромный чёрный пёс, который подбежал к нефу мимо большого количества людей, загрыз мужчину и мальчика и снёс церковный шпиль (количество погибших и некоторые детали легенды в разных пересказах несколько отличаются), после чего исчез, оставив перед этим выжженные отметины около двери, сохранившиеся в церкви до сих пор и называемые в народе «отметинами дьявола». Исследователи Девид Уолдрон и Кристофер Рив считают, что отметины на самом деле оставлены залетевшей в церковь во время грозы шаровой молнией, которая в передаваемых от одних людей к другим слухах «превратилась» в народной молве в чёрного пса из легенд. При этом как минимум в некоторых легендах Шак описывался как доброе существо, помогающее одиноким женщинам безопасно добраться до дома.